# Lecythis gracieana
Lecythis gracieana är en tvåhjärtbladig växtart som beskrevs av Scott A. Mori. Lecythis gracieana ingår i släktet Lecythis och familjen Lecythidaceae. Inga underarter finns listade i Catalogue of Life.